# Buccaneers de Los Angeles
Pour les articles homonymes, voir Buccaneer.
Stade
Maillots
Les Buccaneers de Los Angeles (en anglais : Los Angeles Buccaneers) étaient une franchise de la NFL (National Football League) qui, contrairement à ce que suggère son nom, était basée à Chicago. C'était une road-only team, c’est-à-dire qu'elle opérait quasi exclusivement en déplacement. Son lien avec Los Angeles tenait à son effectif, principalement composé d'anciens joueurs universitaires de Los Angeles.
Cette franchise NFL aujourd'hui disparue fut fondée en 1926 et n'évolua qu'une saison en NFL. 

## Saison par saison
| Saison | Vic. | Déf. | Nuls | Classement |
| ------ | ---- | ---- | ---- | ---------- |
| 1926   | 6    | 3    | 1    | 6e         |